# Зимбрень
Зимбрень (рум. Zîmbreni) — село в Яловенському районі Молдови. Адміністративний центр однойменної комуни, до складу якої також входить село Геурень.